# Jakob Stöcker
Jakob Stöcker (* 27. September 1886 in Düsseldorf; † 14. April 1969 ebd.) war ein deutscher Journalist und Sachbuchautor.

## Leben und Tätigkeit
Stöcker war Sohn eines Kaufmanns. Nach dem Schulbesuch studierte er ab 1906 Nationalökonomie, Philologie, Philosophie und Kunstgeschichte in Heidelberg, München, Berlin und Marburg. 1911 wurde er in Marburg mit einer Arbeit über Otto Ludwig zum Dr.  phil. promoviert.
Anschließend arbeitete er als Journalist, erst bei der Badischen Presse in Karlsruhe und ab 1914 beim Cottbuser Anzeiger.
Nach der Teilnahme am Ersten Weltkrieg arbeitete Stöcker vorübergehend für die Oldenburgische Landeszeitung und die Vossische Zeitung, schließlich als Chefredakteur bei den Bielefelder Neusten Nachrichten. 1924 wurde er Chefredakteur der Oldenburgischen Landeszeitung,  von 1929 bis 1933 war er Chefredakteur des Dortmunder Generalanzeigers.
Politisch stand Stöcker der Deutschen Demokratischen Partei nahe. Aus dieser Gesinnung heraus bekämpfte er vor 1933 den Nationalsozialismus, dessen Aufstieg er u. a. mit dem Versagen der Parteien begründete.
Im März 1933 floh Stöcker vor der ihm drohenden Verhaftung an den Niederrhein.
Nach dem Zweiten Weltkrieg lebte Stöcker in Düsseldorf. 
Als Journalist war Stöcker vor allem für seine Politikerporträts bekannt, die meist von Emil Stumpp illustriert wurden und später gesammelt in Buchform erschienen.

## Schriften
- Vor dem Tribunal des Weltgerichts. Das Andere Deutschland, Hannover 1946.
- Männer des deutschen Schicksals. Von Wilhelm II bis Adolf Hitler. Arnold, Berlin 1949.